# 狗氳氤
狗氳氤，臺灣話口語上稱為狗蝹蜷，又稱為崇德，是臺灣高雄市田寮區的一個傳統地域名稱，位於該區西北部。相較於今日行政區，其範圍大致包括西德里、崇德里、三和里北部中央偏東凸出部分。

## 歷史
台灣日治初期，狗氳氤地區為一（舊制）街庄，稱為「狗氳氤庄」，隸屬於崇德東里。該庄西北隔二層行溪（今二仁溪）支流與龜洞庄、中坑仔庄、番社庄為界，東北與古亭坑庄為鄰，東邊一小段與打鹿埔庄為鄰，東南邊以一小段陸界及二層行溪與南安老庄為鄰，南邊及西南邊隔二層行溪與田藔庄、牛稠埔庄、崗山營庄、阿嗹庄為界。
1901年（日治明治三十四年）11月，全台設置二十廳，該庄隸屬於蕃薯藔廳。1903年（明治三十六年）6月，該庄編入「古亭坑區」，隸屬於蕃薯藔廳。1909年（明治四十二年）10月，合併二十廳為十二廳，古亭坑區改隸屬於阿緱廳。1920年（大正九年），廢十二廳改設五州二廳，該庄改制為「狗氳氤」大字，隸屬於高雄州旗山郡田寮庄（新制街庄）。1932年12月1日，田寮庄改劃入岡山郡。
戰後田寮庄改制為田寮鄉，隸屬於高雄縣，大字亦改制為村。1950年高、屏分治，田寮鄉仍隸屬於高雄縣。2010年12月25日，因高雄縣市合併為新直轄市高雄市，田寮鄉改制為田寮區，村亦改制為里。

## 聚落
本地區發展較早的聚落有小滾水、狗氳氤（崇德）、新路仔、松仔腳等，在日治期初期的官方地圖上已有記載。此外，本地區尚有北勢仔聚落。

## 交通
國道3號又稱「福爾摩沙高速公路」，是貫穿臺灣西部的兩條縱向高速公路之一，經過本地區西部，並在境內的省道台28線交會處設有田寮交流道，由此可快速前往國道3號沿線各地。
省道台28線是湖內區湖內橋至茂林（實際終點為六龜區大津）的幹道，經過本地區東南部及南部各聚落。由該道路西行可前往阿蓮區、路竹區北部暨國道1號路竹交流道、湖內區，並止於省道台17線轉角暨台17甲線終點路口；東行可前往內門區/旗山區交界地帶、旗山區、美濃區、六龜區南部，並止於省道台27線路口。
區道高138線是龜洞至新廍仔的道路。
區道高141線是米市園至水庫的道路。
區道高39線是新廍至中坑子的道路。
區道高139線是阿蓮峰至西德的道路。

## 學校
- 崇德國小

## 公務機構
- 崇德派出所

## 休閒
- 田寮月世界
- 大崗山高爾夫球場